# Ischnocampa nubilosa
Ischnocampa nubilosa är en fjärilsart som beskrevs av Paul Dognin 1892. Ischnocampa nubilosa ingår i släktet Ischnocampa och familjen björnspinnare. Inga underarter finns listade i Catalogue of Life.